# Talk (소프트웨어)
talk(토크)는 하나의 멀티유저 컴퓨터에 로그온된 여러 사용자들끼리만 메시지 전달을 허용하도록 한 유닉스 텍스트 채팅 프로그램이다. 나중에 다른 시스템의 사용자들과 대화할 수 있도록 확대되었다.
IRC 및 기타 현대적 시스템에 의해 구식이 되었지만 여전히 오늘날 리눅스, BSD 시스템, macOS를 포함한 대부분의 유닉스 계열 시스템에 포함되어 있다.

## 같이 보기
- 유닉스 명령어 목록
- 토커